# 利奧波德·塞達爾·桑哥運動場
利奧波德·塞達爾·桑哥運動場（法語：Stade Léopold-Sédar-Senghor）是一座位於塞内加尔達喀爾的多用途運動場，目前主要用於足球比賽，亦是塞內加爾國家足球隊的主場，能容納80,000名觀眾。運動場設有田徑設施，亦能用作橄欖球比賽。
運動場於1985年啟用，原名友谊体育场（法語：Stade de l'Amitié），由中国政府援助建设河南国际合作集团有限公司承建。2001年为纪念塞内加尔首任總統利奥波德·塞达尔·桑戈尔改为现名。
運動場的最高入場紀錄為75,000名觀眾，當日賽事為塞内加尔對陣尼日利亞。

## 曾舉行賽事
運動場曾為1992年非洲國家盃的決賽場地，亦曾舉行1998年非洲田徑錦標賽。
2012年10月13日，塞内加尔對陣科特迪瓦的2013年非洲國家盃外圍賽賽事因球迷騷亂而被腰斬，塞内加尔亦因此而被被取消比賽資格。
体育场将承办2026年青奥会。

## 外部連結
- Photo （页面存档备份，存于） at worldstadiums.com （页面存档备份，存于）
- Photos at fussballtempel.net
- （页面存档备份，存于） at cafe.daum.net/stade （页面存档备份，存于）

14°44′48.10″N 17°27′7.25″W / 14.7466944°N 17.4520139°W
| 前任： 1962年7月5日體育場 阿爾及爾 | 非洲國家盃 決賽場地 1992 | 繼任： 艾尔文沙球场 突尼斯 |